# Paral·lel 13° sud

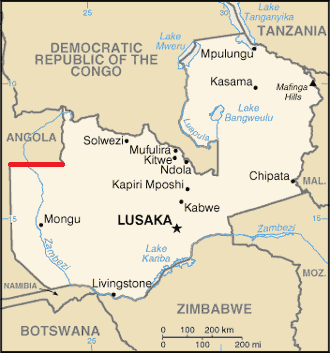
El paral·lel 13° sud defineix part de la frontera entre Angola i Zàmbia.

El paral·lel 13° sud és un paral·lel que es troba a 13 graus al sud de la línia equatorial de la Terra. Travessa l'oceà Atlàntic, Àfrica, l'Oceà Índic, Australàsia, l'oceà Pacífic i Amèrica del Sud. En el sistema geodèsic WGS84, al nivell del de 13° de latitud sud, un grau de longitud equival a 108,484 km. La llargada total del paral·lel és de 39.055 km, d'ells gairebé el 97 % al voltat de l'equinocci. Es troba a 1.438 km de l'Equador i a 8.654 km del pol Sud.
Part de la frontera entre Angola i Zàmbia és definida pel paral·lel.

## Arreu del món
A partir del Meridià de Greenwich i cap a l'est, el paral·lel 13 ° al sud passa per:
| Coordenades                               | País, territori o mar    | Notes |
| ----------------------------------------- | ------------------------ | --- |
| 13° 0′ S, 0° 0′ E / 13.000°S,0.000°E      | Oceà Atlàntic            | |
| 13° 0′ S, 12° 57′ E / 13.000°S,12.950°E   | Angola                   | |
| 13° 0′ S, 22° 0′ E / 13.000°S,22.000°E    | Frontera Angola / Zàmbia | |
| 13° 0′ S, 24° 2′ E / 13.000°S,24.033°E    | Zàmbia                   | |
| 13° 0′ S, 28° 49′ E / 13.000°S,28.817°E   | R.D. del Congo           | |
| 13° 0′ S, 29° 48′ E / 13.000°S,29.800°E   | Zàmbia                   | |
| 13° 0′ S, 33° 0′ E / 13.000°S,33.000°E    | Malawi                   | |
| 13° 0′ S, 34° 19′ E / 13.000°S,34.317°E   | Llac Malawi              | |
| 13° 0′ S, 34° 46′ E / 13.000°S,34.767°E   | Moçambic                 | Passa a través de la Badia de Pemba |
| 13° 0′ S, 40° 35′ E / 13.000°S,40.583°E   | Oceà Índic               | Canal de Moçambic |
| 13° 0′ S, 45° 8′ E / 13.000°S,45.133°E    | França                   | Regió d'ultramar de Mayotte |
| 13° 0′ S, 45° 9′ E / 13.000°S,45.150°E    | Oceà Índic               | Canal de Moçambic |
| 13° 0′ S, 48° 54′ E / 13.000°S,48.900°E   | Madagascar               | |
| 13° 0′ S, 49° 53′ E / 13.000°S,49.883°E   | Oceà Índic               | |
| 13° 0′ S, 125° 49′ E / 13.000°S,125.817°E | Mar de Timor             | |
| 13° 0′ S, 130° 8′ E / 13.000°S,130.133°E  | Austràlia                | Territori del Nord |
| 13° 0′ S, 136° 39′ E / 13.000°S,136.650°E | Golf de Carpentària      | |
| 13° 0′ S, 141° 35′ E / 13.000°S,141.583°E | Austràlia                | Península del Cap York, Queensland |
| 13° 0′ S, 143° 31′ E / 13.000°S,143.517°E | Mar del Corall           | Passa just al nord de les illes Torres, Vanuatu |
| 13° 0′ S, 167° 47′ E / 13.000°S,167.783°E | Oceà Pacífic             | Passa al nord de l'illa Wallis, Wallis i Futuna |
| 13° 0′ S, 76° 30′ O / 13.000°S,76.500°O   | Perú                     | |
| 13° 0′ S, 68° 58′ O / 13.000°S,68.967°O   | Bolívia                  | |
| 13° 0′ S, 62° 47′ O / 13.000°S,62.783°O   | Brasil                   | Rondônia - for about 3 km |
| 13° 0′ S, 62° 46′ O / 13.000°S,62.767°O   | Bolívia                  | For about 12 km |
| 13° 0′ S, 62° 39′ O / 13.000°S,62.650°O   | Brasil                   | Rondônia Mato Grosso estat de Goiás estat de Tocantins Goiás Tocantins Goiás estat de Bahia - continent, illa d'Itaparica i novament continent (ciutat de Salvador) |
| 13° 0′ S, 38° 26′ O / 13.000°S,38.433°O   | Oceà Atlàntic            | |